# Galeopterus variegatus
Galéopithèque de Temminck
Genre
Espèce
Statut de conservation UICN

 LC  : Préoccupation mineure
Le galéopithèque de Temminck ou Colugo de Malaisie (Galeopterus variegatus) est un mammifère asiatique qui évolue en Indonésie, en Thaïlande, en Malaisie et à Singapour. Avec le galéopithèque volant des Philippines (colugo des Philippines), ils représentent les deux seules espèces de dermoptères, couramment appelés « lémurs volants ». Ces animaux possèdent en effet une excroissance de peau reliant les pattes antérieures avec les postérieures (membrane latérale ou patagium) qui leur permet de planer d'arbre en arbre, dans les cimes des forêts tropicales.

## Dénominations
- Nom scientifique valide : selon les bases de références, Galeopterus variegates[1],[2] (Audebert, 1799) ou Galeopterus variegatus  (Audebert, 1799)[3],[4],[5].
- Noms vulgaires (vulgarisation scientifique) : Galéopithèque de Temminck[6]
- Noms vernaculaires (langage courant), pouvant désigner éventuellement d'autres espèces : Lémur volant[6]

- Synonymes scientifiques :
  - Cynocephalus variegatus (Audebert, 1799)[3]
  - Galeopitiecus temminckii Waterhouse, 1838[1]

### Sous-espèces
Selon NCBI (19 octobre 2019) :
- sous-espèce Galeopterus variegatus peninsulae
- sous-espèce Galeopterus variegatus variegatus

## Description
Le galéopithèque de Temminck mesure de 34 à 42 cm de long (corps et tête) et a une queue de 15 cm. Il pèse 1,5 kg.
Ce mammifère a une petite tête, des yeux relativement grands orientés vers l'avant, de petites oreilles arrondies et un museau aplati. Sa fourrure, courte et soyeuse, est brun-gris sur le dos, plus claire sur le ventre. Elle est souvent mouchetées, couleur branches couvertes de lichen. Cet animal a aussi des dents en peigne à la mâchoire inférieure utiles pour manger des fruits et des fleurs.

## Comportement
Ce dermoptère est nocturne et vit au sommet des arbres. Durant la journée il dort dans un trou ou dans le feuillage d'un arbre. Il est solitaire ou vit en petit groupe. Il peut être territorial quant à sa zone de prospection alimentaire.

## Alimentation
Il est strictement herbivore, il se nourrit de fruits, de fleurs, de jeunes feuilles, de bourgeons, de gousse, de nectar et de sève.

## Reproduction
Il n'y a pas de saison de reproduction. La femelle donne naissance à un seul petit (rarement deux) après 45 à 60 jours de gestation. Elle peut plier son patagium (membrane latérale) en une poche qui protège son petit et le tient au chaud. Le petit est sevré au bout de 6 mois et atteindra l'âge adulte à 3 ans.

## Répartition et habitat
Cette espèce est présente au Viêt Nam, au Laos, au Cambodge, en Thaïlande, en Birmanie, en Malaisie (péninsule ainsi que Sabah et Sarawak), à Singapour, au Brunei et en Indonésie (Sumatra, Kalimantan et Java).

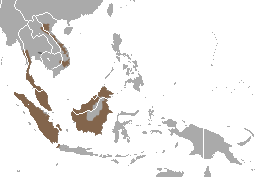
Aire de répartition du Lémur volant (galéopithèque de Temminck ou Colugo de Malaisie)

Les galéopithèques de Temminck sont strictement arboricoles. Ils vivent dans les hautes branches des arbres des forêts tropicales humides de basse altitude (jusqu'à 100 m). Ils sont également présents dans les forêts perturbées et les plantations.